# Louis Marcoussis

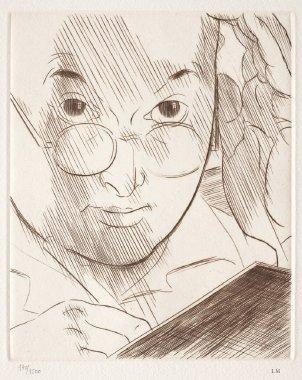
Louis Marcoussis: Selbstporträt, 1936

Louis Marcoussis (* 14. November 1878 in Warschau; † 22. Oktober 1941 in Cusset, Frankreich; eigentlich Ludwig Kasimir Ladislas Marcus) war ein französischer Graphiker und Maler jüdischer Abstammung und polnischer Herkunft. Er ist dem Kubismus zuzuordnen.

## Leben und Wirken
Marcoussis studierte kurzfristig Jura in Warschau, bevor er 1901 an der Kunstakademie in Krakau ein Kunststudium bei Jan Stanisławski aufnahm. Er kam 1903 nach Paris, wo er kurzzeitig Schüler von Jules-Joseph Lefebvre an der Académie Julian war. Dort entwickelte sich eine Freundschaft zu Roger de La Fresnaye und Lotiron. Marcoussis stellte 1905 erstmals im Salon d’Automne aus, 1906 im Salon des Indépendants und war seit 1907 dem Kubismus verpflichtet. Seinen Lebensunterhalt verdiente er durch Illustrationen und Karikaturen für zahlreiche satirische Zeitschriften. 1906 begegnete er Edgar Degas, 1910 Georges Braque, Pablo Picasso und Guillaume Apollinaire. Mit zahlreichen Künstlern war er befreundet, v. a. mit Juan Gris, Fernand Léger, Francis Picabia,  Jean Metzinger, Jacques Villon, Marcel Duchamp und Albert Gleizes. Nach einer Liaison mit Marcelle Humbert (Eva Gouel), die ihn verließ, um sich Picasso anzuschließen, heiratete er 1913 Alice Halicka, eine französische Malerin, gebürtige Polin. Von 1914 bis 1919 leistete er Kriegsdienst in der französischen Armee.
1921 hatte er, u. a. mit Paul Klee, Marc Chagall, Alexander Archipenko, William Wauer und Nell Walden, eine Ausstellung in der Berliner Galerie „Der Sturm“.
Er bereiste in den zwanziger Jahren unter anderem die USA. 1933 übernahm er eine Professur für Druckgraphik an der Académie Schlaefer in Paris.
1937 wurden in der Nazi-Aktion „Entartete Kunst“ aus den Kunstsammlungen der Universität Göttingen und dem Provinzialmuseum Hannover seine Arbeiten „La grappe de raisins“ (Gouache, 1920) und „Geiger und Maske“ (Aquarell) sowie als Bestandteil der Zeitschrift in Mappenform „Die Schaffenden“ (JG. III, Mappe 4, 1922) die Radierung „Le comptoir“ (1921) beschlagnahmt.
Bei Kriegsausbruch 1940 musste er vor den deutschen Truppen nach Cusset (bei Vichy) flüchten, wo er im Oktober des folgenden Jahres starb.

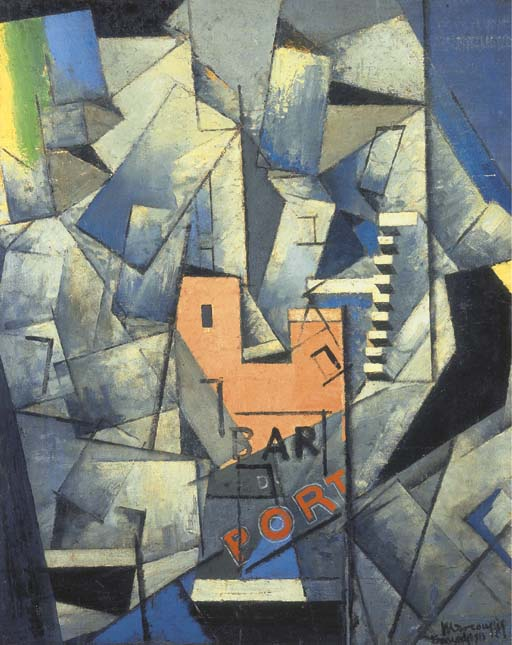
Le bar du port, 1913
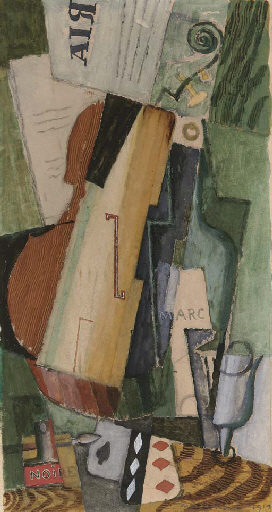
Violon, bouteilles de Marc et cartes, 1919
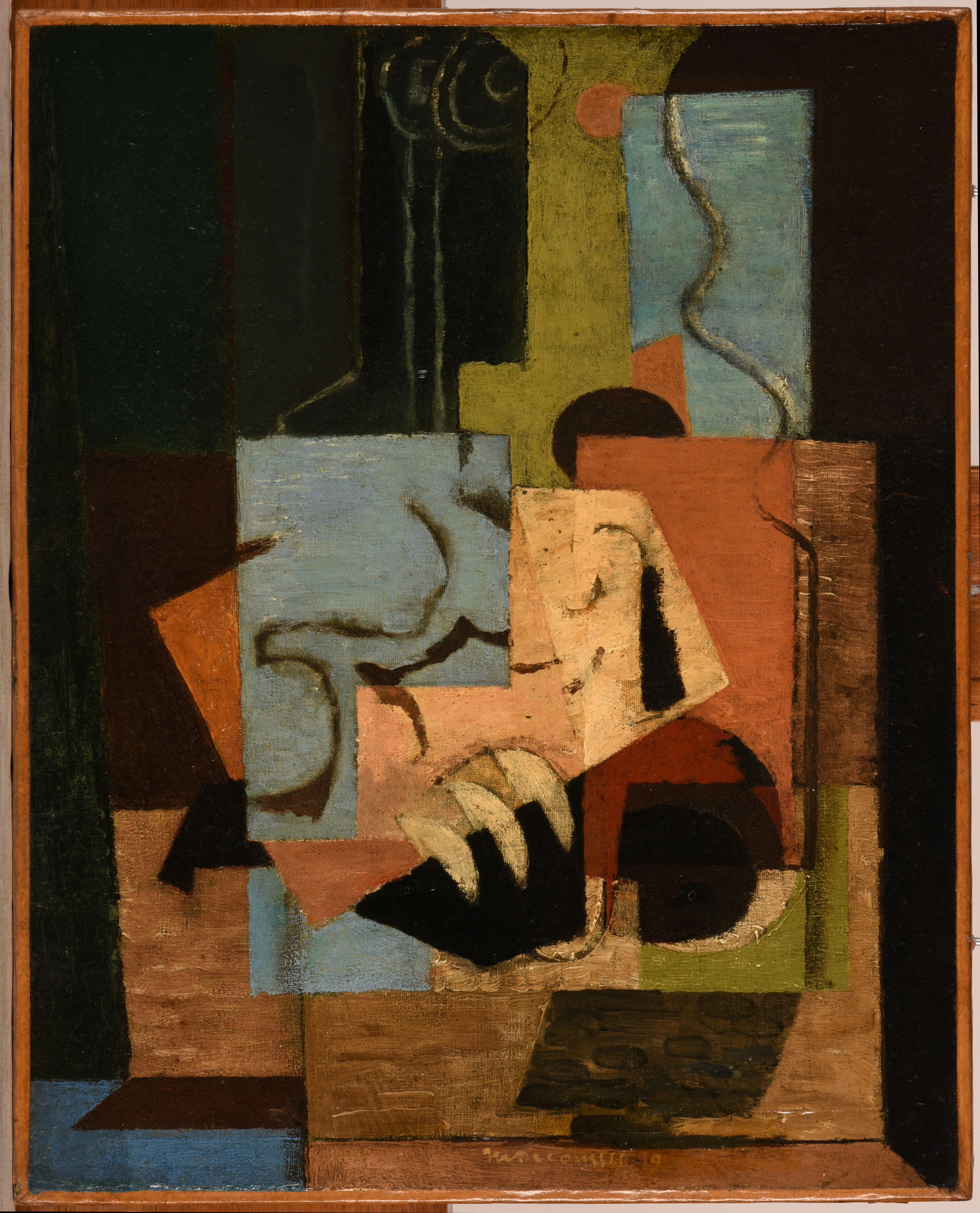
Composition, 1919
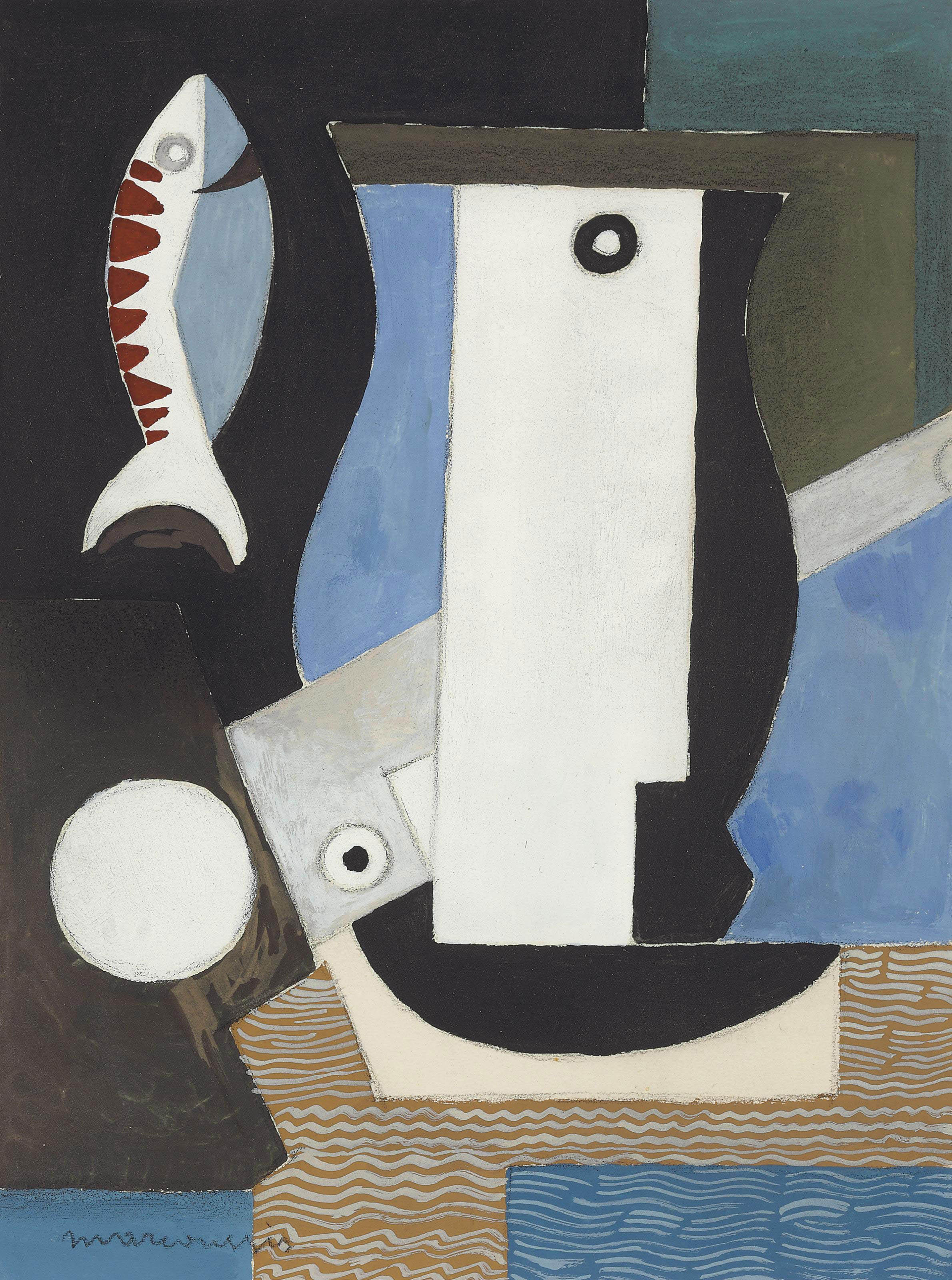
Composition cubiste au portrait, poisson et clair de lune, 1926
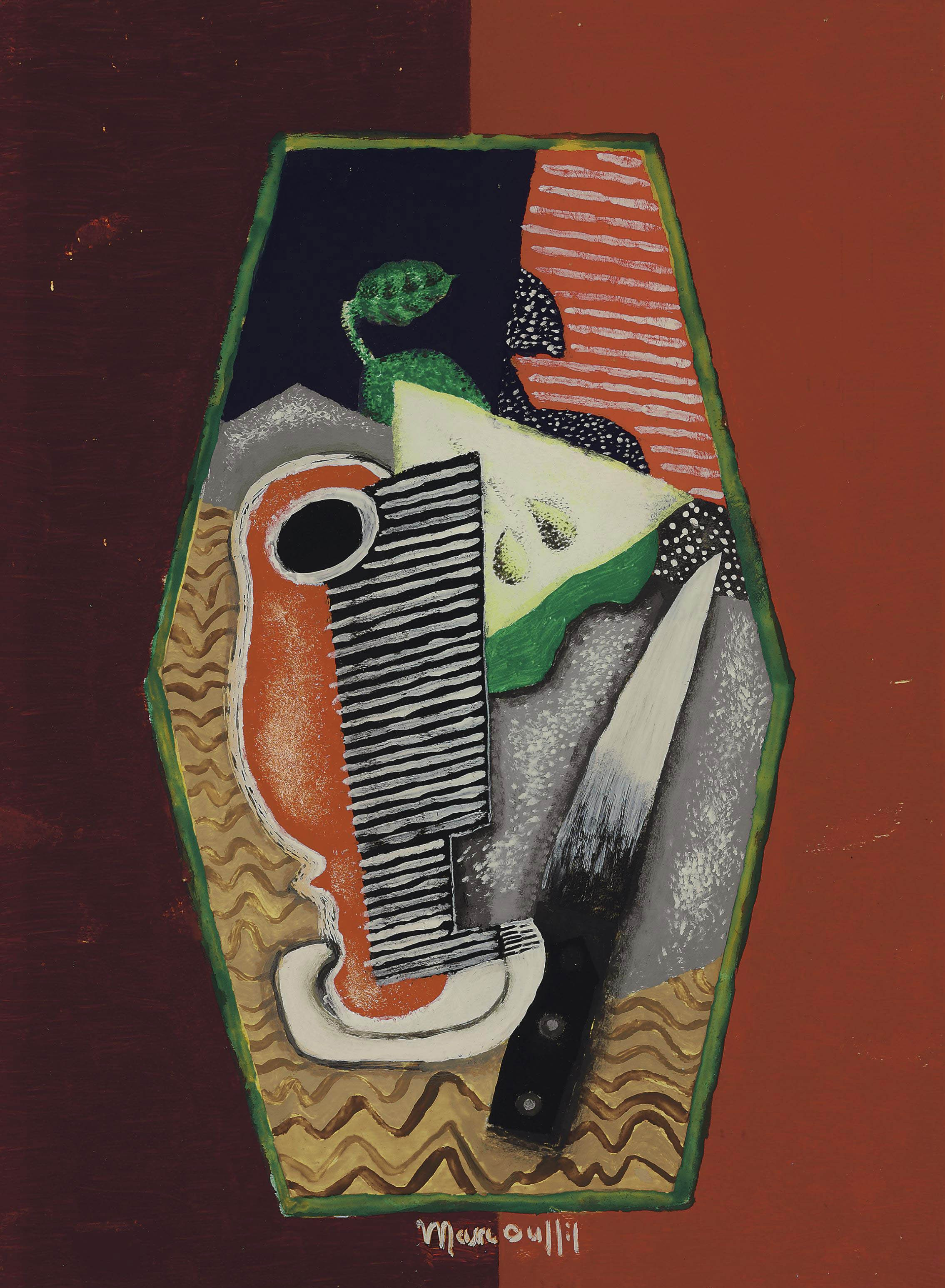
Poire verte et couteau, ohne Datierung

## Einzelausstellungen
- 1905 Salon d’Automne, Paris
- 1906 Salon des Indépendants, Paris
- 1925 Galerie Le Pierre, Paris
- 1928 Galerie Le Centaure, Brüssel
- 1929 Galerie Georges Bernheim, Paris
- 1929 Galerie Jeanne Bucher, Paris
- 1933 Galerie Knoedler, New York
- 1934 Arts Club, Chicago
- 1936 Palais des Beaux-Arts, Brüssel
- 1937 Palais des Beaux-Arts, Brüssel (Retrospektive)
- 1939 London Gallery, London
- 1949 Gedächtnisausstellung in Paris
- 1950 Gedächtnisausstellung in Basel
- 1951 Gedächtnisausstellung in Brüssel

## Werke
- Stadt mit Viadukt (Wien, Österreichische Galerie), um 1930, Öl auf Leinwand

## Quelle
- Kunstarchiv Werner Kittel im Zentralarchiv der Staatlichen Museen zu Berlin, seit 2010 in der Kunst- und Museumsbibliothek der Stadt Köln (SMB)